# Dīmītrios Eleutheropoulos
Dīmītrios Eleutheropoulos (in greco Δημήτριος Ελευθερόπουλος?; Il Pireo, 7 agosto 1976) è un allenatore di calcio ed ex calciatore greco di ruolo portiere.

## Carriera

### Club

#### Olympiakos Pireo
Cresciuto nell'Olympiakos, in cui ha iniziato a giocare da professionista dall'età di 18 anni, è passato al Proodeftiki (seconda serie greca) in prestito per una stagione, collezionando 30 presenze, per poi ritornare a difendere i pali della squadra biancorossa dal 1997 al 2003, dove vince sette scudetti. Nella stagione 2001-2002 para anche un rigore a Ruud van Nistelrooy in Manchester Utd-Olympiakos, l'unico rigore sbagliato dall'olandese in quella stagione in UEFA Champions League.
Dopo l'Europeo 2004, l'Olympiakos decide di ingaggiare Antōnīs Nikopolidīs, il portiere titolare della Nazionale greca appena laureata Campione in Portogallo. Eleutheropoulos, dopo aver vinto otto campionati greci ed una Coppa di Grecia con l'Olympiakos, viene quindi ceduto al Messina, club fresco della promozione in Serie A.

#### In Italia
In Italia esordisce al Messina nella stagione 2004-2005, come vice di Marco Storari, collezionando 10 presenze con la maglia siciliana. Fa il suo debutto ufficiale in Serie A, il 7 novembre 2004, in Bologna-Messina finita 2-2.
Nell'estate 2005 firmò per il Milan, collezionando solo qualche presenza nelle amichevoli pre-campionato, prima di essere ceduto alla Roma nell'ultimo giorno di mercato, con i giallorossi che acquistano nello stesso giorno anche il portiere brasiliano Doni che diventa titolare; Eleutheropoulos è così il terzo portiere anche dietro Gianluca Curci, senza scendere neanche una volta in campo con la maglia giallorossa. Nel mercato estivo 2006 la società capitolina rileva dalla Juventude un altro portiere sudamericano, Júlio Sérgio.
Per ovviare all'eccessivo numero di estremi difensori, la Roma cede il portiere greco all'Ascoli, che decide di tesserarlo come riserva di Gianluca Pagliuca per la stagione 2006-2007. Per le prime 23 partite di campionato siede in panchina, fin quando alla 24ª giornata contro il Livorno, dopo due anni di assenza dai campi, torna a giocare titolare a causa di un infortunio a Pagliuca. In seguito diventa il titolare dell'Ascoli fino a fine campionato.
Il 9 giugno 2007 si trasferisce al Siena. Nelle prime 2 partite di campionato è in panchina, riserva di Alexander Manninger, e dalla terza giornata in poi gioca titolare nella formazione toscana; alla 14ª giornata il portiere greco torna al ruolo di riserva, giocando solamente l'ultima partita di campionato in casa il 18 maggio 2008, contro il Palermo. La stagione seguente la comincia ancora una volta come secondo portiere, alle spalle di Curci, che dopo la 5ª giornata subisce un infortunio che porta alla società toscana a tornare sul mercato e a cautelarsi temporaneamente con Emanuele Manitta.
Il 27 maggio 2009 il giocatore rescinde consensualmente il contratto che lo legava al Siena fino a giugno 2010.

#### PAS Giannina
Il 30 maggio 2009 firma un contratto con il PAS Giannina, squadra appena promossa dell'Alpha Ethniki, la massima serie del campionato greco.
Il 21 novembre 2009 ritorna nuovamente in campo contro l'Olympiakos, la squadra che lo ha lanciato al livello internazionale, terminata 2-2 dopo che gli avversari si erano portati in vantaggio per 0-2 allo stadio Zossimades di Giannina. Il 2 febbraio 2010, con il PAS Giannina allenato da Níkos Anastópoulos, accede dopo più di cinque anni alla semifinale di Coppa di Grecia, sconfiggendo per 4-0 il PAOK FC.

#### Iraklis Salonicco
A fine luglio 2010 firma per l'Iraklis Salonicco, squadra della massima serie greca, il suo esordio nel campionato greco, vede proprio l'Iraklis Salonicco contro l'Olympiakos sua ex-squadra, terminata 2-1 per l'Iraklis Salonicco. Con la squadra di Salonicco molti problemi muscolari sembrano terminati e Eleutheropoulos trova molta continuità con la sua nuova squadra. Eletheropoulos continua a fare bellissime parate alla Eagle come ne è denominato.

#### Panionios
L'estate 2011 firma un contratto con il Panionios. Tuttavia il 21 dicembre dello stesso anno annuncia il suo ritiro dall'attività agonistica.

### Nazionale
Conta 22 presenze nella nazionale greca. È stato portiere titolare insieme a Antōnīs Nikopolidīs, dal quale fu scalzato definitivamente con l’arrivo in panchina del CT Otto Rehhagel, che non perdonò a Eleutheropoulos l’aver rifiutato una convocazione.

## Statistiche

### Presenze e reti nei club
Statistiche aggiornate all'11 dicembre 2011.
| Stagione          | Squadra           | Campionato        | Campionato | Campionato | Coppe nazionali | Coppe nazionali | Coppe nazionali | Coppe continentali | Coppe continentali | Coppe continentali | Altre coppe | Altre coppe | Altre coppe | Totale | Totale |
| Stagione          | Squadra           | Comp              | Pres       | Reti       | Comp            | Pres            | Reti            | Comp               | Pres               | Reti               | Comp        | Pres        | Reti        | Pres   | Reti   |
| ----------------- | ----------------- | ----------------- | ---------- | ---------- | --------------- | --------------- | --------------- | ------------------ | ------------------ | ------------------ | ----------- | ----------- | ----------- | ------ | ------ |
| 1996-1997         | Olympiakos        | AE                | 31         | -14        | CG              | 0               | 0               | CU                 | 0                  | 0                  | -           | -           | -           | 31     | -14    |
| 1997-1998         | Olympiakos        | AE                | 3          | -2         | CG              | 0               | 0               | UCL                | 2                  | -2                 | -           | -           | -           | 5      | -4     |
| 1998-1999         | Olympiakos        | AE                | 31         | -20        | CG              | 0               | 0               | UCL                | 10                 | -12                | -           | -           | -           | 41     | -32    |
| 1999-2000         | Olympiakos        | AE                | 32         | -18        | CG              | 0               | 0               | UCL+CU             | 6+2                | -12 + -4           | -           | -           | -           | 40     | -34    |
| 2000-2001         | Olympiakos        | AE                | 21         | -10        | CG              | 0               | 0               | UCL+CU             | 6+2                | -5 + -4            | -           | -           | -           | 29     | -19    |
| 2001-2002         | Olympiakos        | AE                | 15         | -14        | CG              | 0               | 0               | UCL                | 5                  | -11                | -           | -           | -           | 20     | -25    |
| 2002-2003         | Olympiakos        | AE                | 15         | -7         | CG              | 0               | 0               | UCL                | 6                  | -17                | -           | -           | -           | 21     | -24    |
| 2003-2004         | Olympiakos        | AE                | 4          | -3         | CG              | 0               | 0               | UCL                | 1                  | -7                 | -           | -           | -           | 5      | -10    |
| Totale Olympiakos | Totale Olympiakos | Totale Olympiakos | 152        | -88        |                 | 0               | 0               |                    | 40                 | -74                |             | -           | -           | 192    | -162   |
| 2004-2005         | Messina           | A                 | 10         | -15        | CI              | 3               | -2              | -                  | -                  | -                  | -           | -           | -           | 13     | -17    |
| 2005-2006         | Roma              | A                 | 0          | 0          | CI              | 0               | 0               | CU                 | 0                  | 0                  | -           | -           | -           | 0      | 0      |
| 2006-2007         | Ascoli            | A                 | 14         | -28        | CI              | 0               | 0               | -                  | -                  | -                  | -           | -           | -           | 14     | -28    |
| 2007-2008         | Siena             | A                 | 12         | -17        | CI              | 1               | -2              | -                  | -                  | -                  | -           | -           | -           | 13     | -19    |
| 2008-2009         | Siena             | A                 | 2          | -2         | CI              | 0               | 0               | -                  | -                  | -                  | -           | -           | -           | 2      | -2     |
| Totale Siena      | Totale Siena      | Totale Siena      | 14         | -19        |                 | 1               | -2              |                    | -                  | -                  |             | -           | -           | 15     | -21    |
| 2009-2010         | PAS Giannina      | SL                | 16         | -21        | CG              | 0               | 0               | -                  | -                  | -                  | -           | -           | -           | 16     | -21    |
| 2010-2011         | Iraklis           | SL                | 26         | -26        | CG              | 2               | -1              | -                  | -                  | -                  | -           | -           | -           | 28     | -27    |
| 2011-2012         | Paniōnios         | SL                | 12         | -14        | CG              | 0               | 0               | -                  | -                  | -                  | -           | -           | -           | 12     | -14    |
| Totale carriera   | Totale carriera   | Totale carriera   | 244        | -211       |                 | 6               | -5              |                    | 40                 | -74                |             | -           | -           | 290    | -290   |

### Cronologia presenze e reti in nazionale
| Cronologia completa delle presenze e delle reti in nazionale ― Grecia | Cronologia completa delle presenze e delle reti in nazionale ― Grecia | Cronologia completa delle presenze e delle reti in nazionale ― Grecia | Cronologia completa delle presenze e delle reti in nazionale ― Grecia | Cronologia completa delle presenze e delle reti in nazionale ― Grecia | Cronologia completa delle presenze e delle reti in nazionale ― Grecia | Cronologia completa delle presenze e delle reti in nazionale ― Grecia | Cronologia completa delle presenze e delle reti in nazionale ― Grecia |
| Data                                                                  | Città                                                                 | In casa                                                               | Risultato                                                             | Ospiti                                                                | Competizione                                                          | Reti                                                                  | Note                                                                  |
| --------------------------------------------------------------------- | --------------------------------------------------------------------- | --------------------------------------------------------------------- | --------------------------------------------------------------------- | --------------------------------------------------------------------- | --------------------------------------------------------------------- | --------------------------------------------------------------------- | --------------------------------------------------------------------- |
| 5-2-1999                                                              | Nicosia                                                               | Grecia                                                                | 1 – 0                                                                 | Belgio                                                                | Torneo di Cipro 1999 - Finale                                         | -                                                                     |                                                                       |
| 28-4-1999                                                             | Atene                                                                 | Grecia                                                                | 1 – 1                                                                 | Svizzera                                                              | Amichevole                                                            | -                                                                     | 46’                                                                   |
| 16-8-1999                                                             | Xanthi                                                                | Grecia                                                                | 3 – 2                                                                 | Messico                                                               | Amichevole                                                            | -2                                                                    | 68’                                                                   |
| 14-12-1999                                                            | Salonicco                                                             | Grecia                                                                | 1 – 1                                                                 | Ghana                                                                 | Amichevole                                                            | -1                                                                    | 59’                                                                   |
| 3-6-2000                                                              | Bucarest                                                              | Romania                                                               | 2 – 1                                                                 | Grecia                                                                | Amichevole                                                            | -2                                                                    |                                                                       |
| 2-9-2000                                                              | Amburgo                                                               | Germania                                                              | 2 – 0                                                                 | Grecia                                                                | Qual. Mondiali 2002                                                   | -2                                                                    |                                                                       |
| 15-11-2000                                                            | Rodi                                                                  | Grecia                                                                | 0 – 2                                                                 | Slovacchia                                                            | Amichevole                                                            | -1                                                                    | 58’                                                                   |
| 28-2-2001                                                             | Candia                                                                | Grecia                                                                | 3 – 3                                                                 | Russia                                                                | Amichevole                                                            | -1                                                                    | 46’                                                                   |
| 28-3-2001                                                             | Atene                                                                 | Grecia                                                                | 2 – 4                                                                 | Germania                                                              | Qual. Mondiali 2002                                                   | -4                                                                    |                                                                       |
| 25-4-2001                                                             | Varaždin                                                              | Croazia                                                               | 2 – 2                                                                 | Grecia                                                                | Amichevole                                                            | -2                                                                    |                                                                       |
| 15-8-2001                                                             | Mosca                                                                 | Russia                                                                | 0 – 0                                                                 | Grecia                                                                | Amichevole)                                                           | -                                                                     |                                                                       |
| 5-9-2001                                                              | Helsinki                                                              | Finlandia                                                             | 5 – 1                                                                 | Grecia                                                                | Qual. Mondiali 2002                                                   | -5                                                                    |                                                                       |
| Totale                                                                |                                                                       | Presenze                                                              | 12                                                                    |                                                                       | Reti                                                                  | -20                                                                   |                                                                       |

## Palmarès

### Club

#### Competizioni nazionali
- Campionato greco: 7

Olympiakos: 1996-1997, 1997-1998, 1998-1999, 1999-2000, 2000-2001, 2001-2002, 2002-2003
- Coppa di Grecia: 1

Olympiakos: 1998-1999